# Liste des épisodes d'Edens Zero
Cet article présente la liste des épisodes de la série télévisée d’animation japonaise Edens Zero issue du manga du même nom du scénariste et du dessinateur Hiro Mashima.

## Généralités
Le 12 juin 2020, Mashima a annoncé sur Twitter que le manga serait adapté en série télévisée animée. Lors de la diffusion en direct du Tokyo Game Show le 26 septembre 2020, il a été révélé que l'anime serait produit par JCStaff et dirigé par Yūshi Suzuki, avec Shinji Ishihara en tant que directeur en chef, Mitsutaka Hirota supervisant les scripts et Yurika Sako concevant les personnages. Yoshihisa Hirano composera la musique. La série sera présentée en première sur Nippon TV et d'autres chaînes le 11 avril 2021. Netflix a acquis les droits de diffusion en continu de la série et est également prévue le 26 août 2021 avec les 12 premiers épisodes et le 24 novembre 2021 pour les 13 épisodes suivants. Netflix diffuse également une version doublée en français de la série réalisée par le studio de doublage VSI Paris - Chinkel S.A., sous la direction artistique d'Alan Aubert Carlin, par des dialogues adaptés de Audrey Péon, Emilie Yantouri, Gwénaëlle Buchet et Kévin Thoraval.
Une deuxième saison est annoncée en février 2022. Celle-ci est depuis le 1er avril 2023,. En France, elle est diffusée en simulcast via la plate-forme ADNen VOSTFR et en VF.

## Découpage des épisodes
| Saisons | Saisons | Nombre d'épisodes | Diffusion originale | Diffusion originale | Diffusion en VF | Diffusion en VF   |
| Saisons | Saisons | Nombre d'épisodes | Début de saison     | Fin de saison       | Début de saison | Fin de saison     |
| ------- | ------- | ----------------- | ------------------- | ------------------- | --------------- | ----------------- |
|         | 1       | 25                | 11 avril 2021       | 26 août 2021        | 3 octobre 2021  | 24 novembre 2021  |
|         | 2       | 25                | 1er avril 2023      | 30 septembre 2023   | 1er avril 2023  | 30 septembre 2023 |

### Arcs
Voici l’organisation chronologique des épisodes et arcs :
Saison 1
1. Arc Intro (épisodes 1 à 3)
2. Arc Norma (épisodes 3 à 6)
3. Arc Skull Fairy (épisodes 6 et 7)
4. Arc Guilst (épisodes 7 à 12)
5. Arc Digitalis (épisodes 12 à 17)
6. Arc Mildian (épisodes 17 à 19)
7. Arc Sun Jewel (épisodes 19 à 25)

Saison 2
1. Arc Belial Gore (épisodes 1 à 11)
2. Arc Edens One (épisodes 11 à 13)
3. Arc Red Cave (épisodes 13 à 15)
4. Arc Foresta (épisodes 16 à 22)
5. Arc Sandra (épisodes 22 à 25)
6. Arc Guerre d'Aoi (épisode 25)

## Génériques
| Début        | Début                  | Début              | Fin          | Fin              | Fin                   |
| Épisodes     | Titre                  | Artiste(s)         | Épisodes     | Titre            | Artiste(s)            |
| ------------ | ---------------------- | ------------------ | ------------ | ---------------- | --------------------- |
| S1 : 1 - 12  | Eden Through the Rough | Takanori Nishikawa | S1 : 2 - 12  | Bōken no Vlog    | CHiCO with HoneyWorks |
| S1 : 13 - 25 | Forever                | L'Arc-en-Ciel      | S1 : 13 - 25 | Sekai no Himitsu | Sayuri                |
| S2 : 1 - 13  | Never say Never        | Takanori Nishikawa | S2 : 1 - 13  | Rinne            | Asca                  |
| S2 : 14 - 25 | Kaibutsu               | Tani Yuuki         | S2 : 14 - 25 | My star          | Lozareena             |

## Liste des épisodes

### Saison 1
| No | Titre français                          | Titre japonais          | Titre japonais                                                          | Date de 1re diffusion |
| No | Titre français                          | Kanji                   | Rōmaji                                                                  | Date de 1re diffusion |
| --- | --------------------------------------- | ----------------------- | ----------------------------------------------------------------------- | --------------------- |
| 1 | Dans le ciel de Sakura                  | 桜舞うソラに            | Sakura Mau Sora ni (Dans le ciel de Sakura)                             | 11 avril 2021         |
| [Chapitres 1-2] - Rebecca Bluegarden se rend dans le royaume quasi désert de Granbell dont elle rencontre le seul habitant humain, Shiki, qui aimerait être son ami.                                 |                                         |                         |                                                                         |                       |
| 2 | La jeune fille et le chat bleu          | 少女と青猫              | Shōjo to ao neko (La jeune fille et le chat bleu)                       | 18 avril 2021         |
| [Chapitres 2-3] - En chemin vers Blue Garden, Rebecca encourage Shiki à obtenir sa licence d'aventurier et lui demande d'être leur garde du corps, à elle et Happy.                                  |                                         |                         |                                                                         |                       |
| 3 | Les aventuriers                         | 冒険者たち              | Bōkensha-tachi (Les aventuriers)                                        | 25 avril 2021         |
| [Chapitres 3-4] - Shiki perd son sang-froid quand la célèbre B-Cubeuse Lavirase moque de la chaine B-Cube inférieur de Rebecca. Par la suite, Shiki obtient sa licence d'aventurier.                 |                                         |                         |                                                                         |                       |
| 4 | Un homme nommé Wise                     | ワイズという男          | Waizu to Iu Otoko (Un homme nommé Wise)                                 | 2 mai 2021            |
| [Chapitres 5-6-7] - Sur la planète Norma bloquée 50 ans dans le passé, Happy et Rebecca rencontrent un docteur Wise jeune, celui qui a sauvé Happy il y a fort longtemps.                            |                                         |                         |                                                                         |                       |
| 5 | Choc en vue ! La famille de Sibylle     | 激突!! シビルファミリー | Gekitotsu!! Shibiru Famirī (Choc en vue !! Sybille family)              | 9 mai 2021            |
| [Chapitres 7-8-9-10] - Shiki et la bande s'introduisent dans le repaire de Sibylle pour récupérer Pino, mais Wise profite du chaos pour tenter d'accaparer l'androïde.                               |                                         |                         |                                                                         |                       |
| 6 | Le Skull Fairy                          | スカルフェアリー号      | Sukaru Fearī-gō (Le Skull Fairy)                                        | 16 mai 2021           |
| [Chapitres 10-11-12] - Pendant que Shiki et la bande essaient de quitter Norma à bord de l'Aqua Wing, ise apparaît soudain, offrant de les aider... mais il attend quelque chose en retour.          |                                         |                         |                                                                         |                       |
| 7 | Le cuirassé Grand Démon                 | 魔王戦艦                | Maō Senkan (Le cuirassé Grand Démon)                                    | 23 mai 2021           |
| [Chapitres 13-14-15] - Après être monté à bord du vaisseau pirate Skull Fairy, Shiki se dirige vers le pont pour affronter Erzy Crimson et lui disputer le vaisseau.                                 |                                         |                         |                                                                         |                       |
| 8 | L'autoroute où siffle le vent           | 風の鳴くハイウェイ      | Kaze no Naku Haiwei (L'autoroute où siffle le vent)                     | 30 mai 2021           |
| [Chapitres 15-16-17-18] - Witch informe Shiki qu'elle a pris les commandes de l'Edens Zero et lui explique en outre que le vaisseau n'a pas encore récupéré sa puissance d'origine.                  |                                         |                         |                                                                         |                       |
| 9 | Planète Guilst                          | 惑星ギルスト            | Wakusei Girusuto (Planète Guilst)                                       | 6 juin 2021           |
| [Chapitres 18-19-20] - Pendant que Shiki et les autres volent au secours de Rebecca, Wise entre sur l'Edens Zero avec une femme qui s'appelle Homura.                                                |                                         |                         |                                                                         |                       |
| 10 | Opération évasion toutes nues           | 裸の脱出作戦            | Hadaka no dasshutsu sakusen (Opération évasion toutes nues)             | 13 juin 2021          |
| [Chapitres 21-22-23] - Homura s'appuie sur ses pouvoirs Soul Blade pour combattre les hommes de Sister. De son côté, Rebecca organise son évasion d'Illega Tower.                                    |                                         |                         |                                                                         |                       |
| 11 | Sister Ivly                             | シスター・イヴリィ      | Shisutā Ivurii (Sister Ivly)                                            | 20 juin 2021          |
| [Chapitres 24-25-26] - Alors que le Croque-Mitemps approche de la planète Guilst, Shiki est dégoûté de voir Sister utiliser Jin comme bouclier... Jusqu'à ce qu'une autre Sister apparaisse !        |                                         |                         |                                                                         |                       |
| 12 | De nouveaux compagnons                  | 新たな仲間たち          | Aratana Nakama-tachi (De nouveaux compagnons)                           | 27 juin 2021          |
| [Chapitres 27-28-29] - Witch et Sister Ivly se retrouvent enfin, tandis qu'Homura révèle la véritable raison de sa présence à bord de l'Edens Zero.                                                  |                                         |                         |                                                                         |                       |
| 13 | Super planète virtuelle                 | 超仮想惑星              | Chōkasō Wakusei (Super planète virtuelle)                               | 4 juillet 2021        |
| [Chapitres 30-31-32] - Après avoir retrouvé Harmit sur Iron Hill, l'équipage comprend que l'androïde est dans un état de veille inhabituel, car elle a le cœur brisé.                                |                                         |                         |                                                                         |                       |
| 14 | La jeune fille sur la colline           | 丘の上の少女            | Oka no Ue no Shōjo (La jeune fille sur la colline)                      | 11 juillet 2021       |
| [Chapitres 33-34-35-36] - La bande se rend sur la planète virtuelle de Digitalis à la recherche d'Harmit, mais cette dernière refuse catégoriquement de remonter à bord de l'Edens Zero.             |                                         |                         |                                                                         |                       |
| 15 | Shiki, le Kaiju                         | 大怪獣シキ              | Daikaijū Shiki (Shiki, le kaijû)                                        | 18 juillet 2021       |
| [Chapitres 36-37-38-39] - Shiki et les autres sont stupéfaits de rencontrer le double d'Homura, alors qu'elle avait annoncé rejoindre Drakkhen Joe.                                                  |                                         |                         |                                                                         |                       |
| 16 | Feu d'artifice                          | 花火                    | Hanabi (Feu d'artifice)                                                 | 25 juillet 2021       |
| [Chapitres 39-40-41] - Spider pirate le système de l'Edens Zero et entreprend de détruire le vaisseau de l'intérieur. Harmit est la seule à pouvoir l'arrêter.                                       |                                         |                         |                                                                         |                       |
| 17 | Le palais de la connaissance            | 知識の宮殿              | Chishiki no Kyūden (Le palais de la connaissance)                       | 1er août 2021         |
| [Chapitres 42-43-44-45] - Afin de trouver la dernière des Quatre Étoiles Brillantes du Grand Démon, Shiki et ses compagnons se mettent en route pour Mildian, la planète du temps.                   |                                         |                         |                                                                         |                       |
| 18 | Les mots sont source de force           | 言葉は強さを与える      | Kotoba wa Tsuyosa o Ataeru (Les mots sont source de force)              | 8 août 2021           |
| [Chapitres 45-46-47-48] - Au Battle Coliseum, Xiaomei promet à Shiki et aux autres de leur livrer les informations qu'ils recherchent… à la condition qu'ils parviennent à battre leurs adversaires. |                                         |                         |                                                                         |                       |
| 19 | Depuis la planète de l'infini           | 永永無窮の星より        | Eiei Mukyū no Hoshi yori (Depuis la planète de l'infini)                | 15 août 2021          |
| [Chapitres 48-49-50-51] - Après les révélations de Xiaomei, l'équipage de l'Edens Zero part en direction de Sun Jewel pour aider Homura à retrouver la personne qu'elle considère comme son maître.  |                                         |                         |                                                                         |                       |
| 20 | Stones                                  | 鉱石生命体              | Sutōnzu (Stones)                                                        | 29 août 2021          |
| [Chapitres 51-52-53] - Shiki et Homura se retrouvent dans un camp de travail où ils sont forcés d'extraire du métal précieux pour le compte d'une certaine Dame Écarlate.                            |                                         |                         |                                                                         |                       |
| 21 | Reset                                   | リセット                | Risetto (Reset)                                                         | 5 septembre 2021      |
| [Chapitres 54-55-56] - Nino conduit Rebecca, Pino et Happy jusqu'à la zone de travail forcé où ils rencontrent un dénommé Paul, qui leur confie être le disciple de Maître Valkyrie.                 |                                         |                         |                                                                         |                       |
| 22 | La mère des machines                    | 機械の母                | Kikai no Haha (La mère des machines)                                    | 12 septembre 2021     |
| [Chapitres 57-58-59] - Quand Homura était enfant, grandissant sur la planète déchirée par la guerre, Valkyrie l'a prise sous son aile et l'a élevée comme sa propre fille.                           |                                         |                         |                                                                         |                       |
| 23 | Jusqu'au jour où ça deviendra une force | いつか強さに変わるまで  | Itsuka tsuyosa ni kawaru made (Jusqu'au jour où ça deviendra une force) | 19 septembre 2021     |
| [Chapitres 60-61-62] - Shiki et sa bande affrontent la Dame Écarlate. Revoir Valkyrie remplit Homura de tristesse, tandis que Drakken Joe pirate l'Œil écarlate.                                     |                                         |                         |                                                                         |                       |
| 24 | L'héritier                              | 意志を継ぐ者            | Ishi o tsugu mono (L'héritier)                                          | 26 septembre 2021     |
| [Chapitres 63-64-65] - Baku ne fait pas le poids face à l'Arsenal conçu par Wise. Rebecca affronte Nino pendant que Shiki combat le Knight Gear contrôlé par la Dame Écarlate.                       |                                         |                         |                                                                         |                       |
| 25 | Ceux qu'on aime                         | 愛する者                | Aisuru mono (Ceux qu'on aime)                                           | 3 octobre 2021        |
| [Chapitres 66-67-68] - Après le combat opposant Shiki au Chevalier d'Acier, tout le monde remonte à bord de l'Edens Zero où se répand une bien triste nouvelle.                                      |                                         |                         |                                                                         |                       |

### Saison 2
| No                          | Titre français                        | Titre japonais       | Titre japonais                                                       | Date de 1re diffusion |
| No                          | Titre français                        | Kanji                | Rōmaji                                                               | Date de 1re diffusion |
| --------------------------- | ------------------------------------- | -------------------- | -------------------------------------------------------------------- | --------------------- |
| 1 (26)                      | Belial Gore                           | ベリアル・ゴア       | Beriaru Goa (Belial Gore)                                            | 1er avril 2023        |
| [Chapitres 69-70-71]        |                                       |                      |                                                                      |                       |
| 2 (27)                      | Element 4                             | エレメント4          | Eremento Fō (Element 4)                                              | 8 avril 2023          |
| [Chapitres 71-72-73]        |                                       |                      |                                                                      |                       |
| 3 (28)                      | Le vent qui souffle sur Cosmos Sakura | 桜宇宙に吹く風       | Sakura kosumosu ni fuku kaze (Le vent qui souffle sur Cosmos Sakura) | 15 avril 2023         |
| [Chapitres 74-75-76]        |                                       |                      |                                                                      |                       |
| 4 (29)                      | N°29                                  | 29号                 | Nijūkyū-gō (N°29)                                                    | 22 avril 2023         |
| [Chapitres 77-78-79-80]     |                                       |                      |                                                                      |                       |
| 5 (30)                      | Médiation                             | 仲裁                 | Chūsai (Médiation)                                                   | 29 avril 2023         |
| [Chapitres 80-81-82-83]     |                                       |                      |                                                                      |                       |
| 6 (31)                      | Notre Futur                           | オレたちの未来       | Ore-tachi no Mirai (Notre futur)                                     | 6 mai 2023            |
| [Chapitres 84-85-86]        |                                       |                      |                                                                      |                       |
| 7 (32)                      | 4 VS 4                                | ４ｖｓ．４           | ４ｖｓ．４ (4 VS 4)                                                  | 13 mai 2023           |
| [Chapitres 87-88-89]        |                                       |                      |                                                                      |                       |
| 8 (33)                      | Le Sabre d'Edens                      | エデンズの剣         | Edenzu no Tsurugi (Le Sabre d'Edens)                                 | 20 mai 2023           |
| [Chapitres 90-91-92]        |                                       |                      |                                                                      |                       |
| 9 (34)                      | Shiki VS Drakkhen                     | シキ vs ドラッケン   | Shiki vs Dorakken (Shiki vs. Drakkhen)                               | 27 mai 2023           |
| [Chapitres 93-94-95]        |                                       |                      |                                                                      |                       |
| 10 (35)                     | L'avènement du Grand Démon            | 魔王降臨             | Maō Kōrin (L'avènement du grand démon)                               | 3 juin 2023           |
| [Chapitres 96-97-98]        |                                       |                      |                                                                      |                       |
| 11 (36)                     | EDENS ONE                             | EDENS ONE            | EDENS ONE (Edens One)                                                | 10 juin 2023          |
| [Chapitres 99-100-101]      |                                       |                      |                                                                      |                       |
| 12 (37)                     | Choc frontal dans le cosmos           | 激闘の宇宙           | Gekitō no Sora (Choc frontal dans le cosmos)                         | 17 juin 2023          |
| [Chapitres 101-102-103]     |                                       |                      |                                                                      |                       |
| 13 (38)                     | Celle qu'on appelait la pirate        | 海賊と呼ばれ女       | Kaizoku to Yobare Onna (Celle qu'on appelait la pirate)              | 24 juin 2023          |
| [Chapitres 103-104-105-106] |                                       |                      |                                                                      |                       |
| 14 (39)                     | Nadia, amour de ma vie                | 我が最愛のナディア   | Waga saiai no Nadia (Nadia l'amour de ma vie)                        | 1er juillet 2023      |
| [Chapitres 106-107-108]     |                                       |                      |                                                                      |                       |
| 15 (40)                     | La machine qui tombe amoureuse        | 恋する機械           | Koisuru Kikai (La machine qui tombe amoureuse)                       | 8 juillet 2023        |
| [Chapitres 109-110-111]     |                                       |                      |                                                                      |                       |
| 16 (41)                     | Devenir un chien                      | 犬になる             | Inu ni Naru (Devenir un chien)                                       | 15 juillet 2023       |
| [Chapitres 112-113-114]     |                                       |                      |                                                                      |                       |
| 17 (42)                     | La bataille de Foresta                | フォレスタの戦い     | Foresuta no Tatakai (La bataille de Foresta)                         | 22 juillet 2023       |
| [Chapitres 114-115-116-117] |                                       |                      |                                                                      |                       |
| 18 (43)                     | Stardrain                             | スタードレイン       | Sutā Dorein (Stardrain)                                              | 29 juillet 2023       |
| [Chapitres 117-118-119-120] |                                       |                      |                                                                      |                       |
| 19 (44)                     | Ma chère breloque                     | 愛しいガラクタちゃん | Itoshii garakuta-chan (Ma chère breloque)                            | 5 août 2023           |
| [Chapitres 120-121-122]     |                                       |                      |                                                                      |                       |
| 20 (45)                     | Kiss & Die                            | Ｋｉｓｓ＆Ｄｉｅ     | Kisu & Dai (Kiss & Die)                                              | 12 août 2023          |
| [Chapitres 123-124-125]     |                                       |                      |                                                                      |                       |
| 21 (46)                     | Système de fin                        | 終末システム         | Shūmetsu Shisutemu (Système de fin)                                  | 19 août 2023          |
| [Chapitres 126-127-128]     |                                       |                      |                                                                      |                       |
| 22 (47)                     | Oceans 6                              | オーシャンズ6        | Ōshanzu 6 (Oceans 6)                                                 | 2 septembre 2023      |
| [Chapitres 129-130-131]     |                                       |                      |                                                                      |                       |
| 23 (48)                     | Judgement day                         | ジャッジメント・デイ | Jajjimento Dei (Judgement day)                                       | 9 septembre 2023      |
| [Chapitres 132-133-134]     |                                       |                      |                                                                      |                       |
| 24 (49)                     | Oasis dans le désert                  | 砂漠のオアシス       | Sabaku no Oashisu (Oasis dans le désert)                             | 16 septembre 2023     |
| [Chapitres 134-135-136-137] |                                       |                      |                                                                      |                       |
| 25 (50)                     | La grande guerre d'Aoi : ouverture    | 葵大戦の序曲         | Aoi Taisen no Jokyoku (La grande guerre d'Aoi : ouverture)           | 30 septembre 2023     |
| [Chapitres 138-139-140]     |                                       |                      |                                                                      |                       |